# إدوارد كولب
إدوارد كولب (بالإنجليزية: Edward Kolb) (و. 1951 – م) هو فيزيائي، وأستاذ جامعي من الولايات المتحدة الأمريكية . ولد في نيو أورلينز (لويزيانا) .
وهو عضواً في الأكاديمية الأمريكية للفنون والعلوم .

## مناصب وهيئات
أدار جامعة شيكاغو.

## جوائز
حصل على جوائز منها:
- جائزة دانيال هاينمان للفيزياء الفلكية (2010)
- قلادة أورستد  [لغات أخرى]‏ (2003).